# São Rafael (Schiff, 1497)
Die São Rafael war eine 1497 für Entdeckungsreisen des Seeweges nach Indien von Portugals König Dom Manuel in Dienst gestellte Karacke.

## Geschichte
Bartolomeu Dias beriet Anfang 1497 Generalkapitän Vasco da Gama bei der Vorbereitung einer Entdeckungsreise und überwachte den Schiffbau der São Rafael. Sie wurde nach dem Erzengel Raphael benannt und gehörte zu einer aus vier Schiffen bestehenden Flotte unter Führung des Flaggschiffs São Gabriel, die am 8. Juli 1497 unter Generalkapitän Vasco da Gama Richtung Südwesten Indien und der Pfefferküste von Malabar aufbrach. Während das Flaggschiff und die São Rafael eigens für die geplante Entdeckungsreise gebaut wurden – ungewöhnlich stabil, um den Stürmen am Kap der Guten Hoffnung zu widerstehen – wurde die Berrio von einem gleichnamigen Reeder aus Lagos erworben. Das Gewicht für die São Rafael lag zwischen 90 und 110 Tonnen, die Berrio wog 50 Tonnen.

## Entdeckungsreise
Mit der São Rafael wurde lediglich eine – allerdings knapp zwei Jahre dauernde – Entdeckungsreise durchgeführt. Diese begann am 8. Juli 1497 in Restelo und endete am 9. Dezember 1499 in Lissabon (für die São Rafael vorzeitig am 13. Januar 1499 in Mosambik).
Die Führungsmannschaften der einzelnen Schiffe der Flotte setzten sich wie folgt zusammen:
| Karavelle/Karacke           | Schiffsbesatzung                                                            |
| --------------------------- | --------------------------------------------------------------------------- |
| São Gabriel                 | Generalkapitän: Vasco da Gama Pilot: Pero de Alenquer Schreiber: Diogo Dias |
| São Rafael                  | Kapitän: Paulo da Gama Pilot: João de Coimbra Schreiber: João de Sá         |
| Bérrio                      | Kapitän: Nicolao Coelho Pilot: Pero Escobar Schreiber: Álvaro Braga         |
| Versorgungsschiff São Maria | Kapitän: Gonçalo Nunez Pilot: Afonso Gonçalves                              |

Generalkapitän Vasco da Gama nahm Diogo Dias auf der São Gabriel als Schreiber (portugiesisch escrivão) mit, Paulo da Gama befehligte die São Rafael, Nicolao Coelho die Berrio und Gonçalo Nunez das Versorgungsschiff São Maria. Die Flotte erreichte am 24. Juni 1498 Kalikut, die Rückreise begann am 8. Oktober 1498. Vasco da Gamas an Tuberkulose erkrankter Bruder Paulo wurde im August 1499 auf der Insel Santiago durch den bisherigen Schreiber João de Sá als Kapitän der São Rafael ersetzt, Paulo da Gama verstarb in der dritten Augustwoche 1499 auf Terceira.

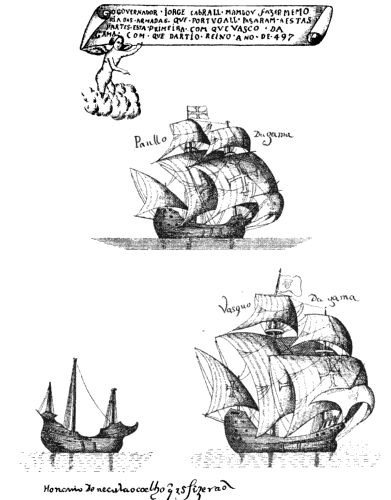
Die São Rafael (oben), São Gabriel (unten rechts) und Berrio (Zeichnung von Visconde de Juromenha, um 1558)

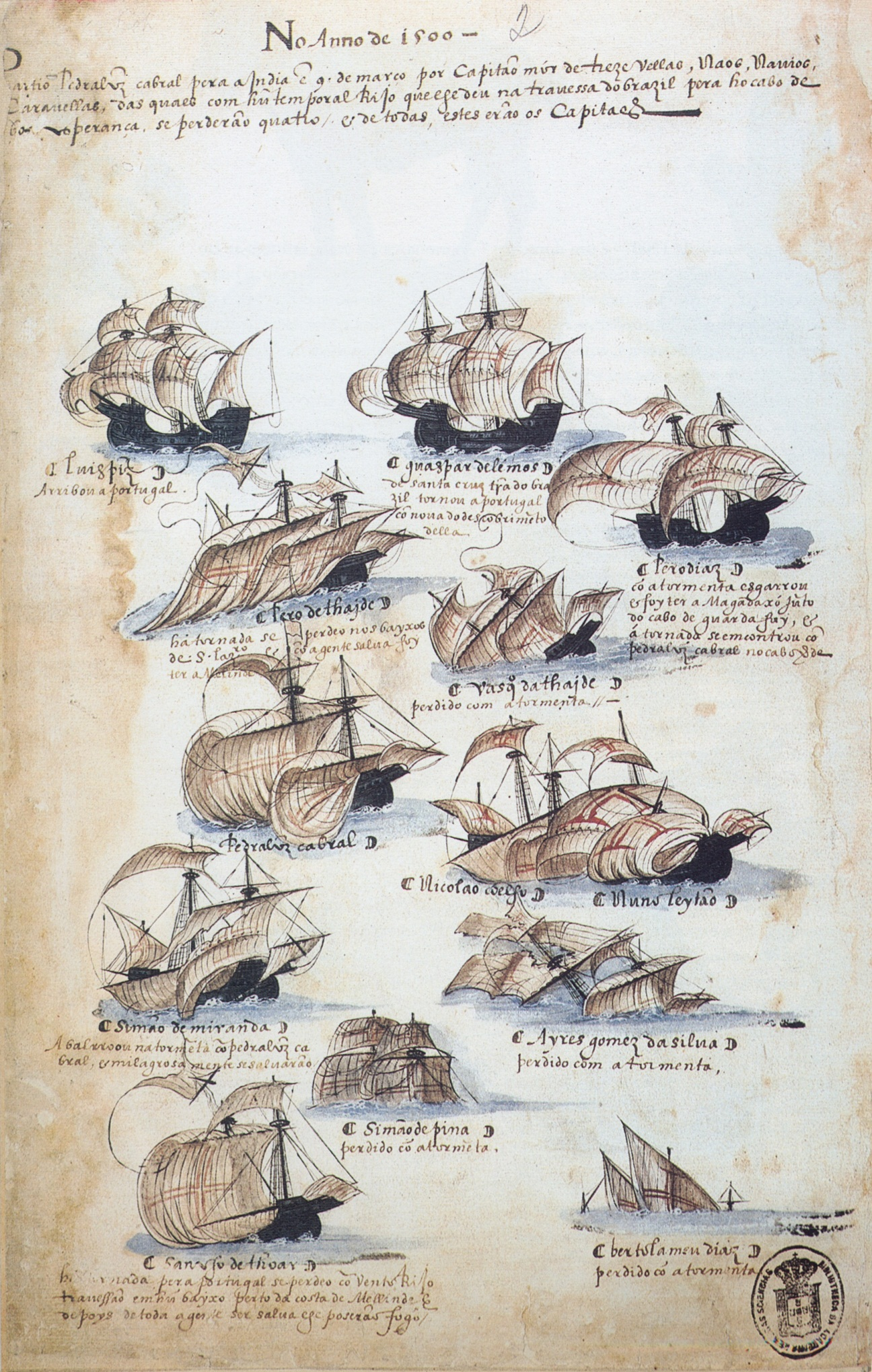
Luiz Piz (oben links), Gaspar de Lemos (oben Mitte) und Péro Dias (Diogo Dias, oben rechts), die darunter befindlichen Schiffe sind als untergegangen symbolisiert

## Schicksal des Schiffes
Wegen mangelnder Schiffsbesatzung wurde die São Rafael am 13. Januar 1499 bei Karanga (Mosambik) oder Melinde (Kenia) zurückgelassen und angezündet. „Weil es unmöglich war, mit so wenigen Leuten wie wir auf drei Schiffen zu segeln“, bestätigte der erschöpfte Vasco da Gama. Von ungefähr 150 Seeleuten blieben etwa 80 übrig. Die einen merkurialen Erzengel Raphael darstellende Galionsfigur nahm da Gama mit zurück nach Portugal, sie begleitete ihn während seiner Indienreisen noch zweimal und wird heute in Lissabon aufbewahrt.